# Malus leiocalyca
Malus leiocalyca là loài thực vật có hoa trong họ Hoa hồng. Loài này được S.Z. Huang mô tả khoa học đầu tiên năm 1989.